# Realgymnasiet
Realgymnasiet är en svensk friskolekedja som grundades 2003. Sedan 2023 finns Realgymnasiet på 23 olika orter i landet med cirka 4200 elever.
Realgymnasiet ägs av företaget Lärande i Sverige AB med huvudkontor baserat i Norrköping.